# میشل اومون
میشل اومون (فرانسوی: Michel Aumont‎؛ زادهٔ ۱۵ اکتبر ۱۹۳۶ - درگذشته ۲۸ اوت ۲۰۱۹) هنرپیشه اهل فرانسه بود.
از فیلم‌ها یا برنامه‌های تلویزیونی که او در آن نقش داشته‌، می‌توان به آقای کلاین، حرکات خطرناک، نیمه شانس، مرگ یک مرد فاسد، اسباب‌بازی، کمد، پاریس منهتن، پیر بومارشه، بدل، نمایی از عشق و سایه یک شک اشاره کرد.